# (48416) Carmelita
(48416) Carmelita – planetoida z grupy pasa głównego asteroid okrążająca Słońce w ciągu 5 lat i 11 dni w średniej odległości 2,94 j.a. Została odkryta 24 stycznia 1988 roku w Obserwatorium Palomar przez Carolyn i Eugene Shoemakerów. Nazwa planetoidy pochodzi od Carmelity Mirandy (ur. 1950), miłośniczki astronomii. Nazwa została zaproponowana przez C.S. Morris i J.E. Mueller. Przed nadaniem nazwy planetoida nosiła oznaczenie tymczasowe (48416) 1988 BM2.